# Sanlúcar la Mayor
Sanlúcar la Mayor – gmina w Hiszpanii, w prowincji Sewilla, w Andaluzji, o powierzchni 135,41 km². W 2011 roku gmina liczyła 13 275 mieszkańców.